# Mohamed Ibrahim Youssouf
Mohamed Ibrahim Youssouf (en arabe : محمد ابراهيم يوسف) est un homme politique égyptien, ministre de l'Intérieur égyptien entre décembre 2011 et janvier 2013.

## Biographie

### Carrière dans leMinistère de l'Intérieur égyptien
Mansour el-Issaoui a été chef de la sécurité du gouvernorat de Gizeh. C'est sous son autorité que le sit-in de réfugiés soudanais est dispersé par la force en 2005, faisant 26 victimes.

### Ministre de l'Intérieur
Mohamed Ibrahim prend en charge le Ministère de l'Intérieur égyptien juste après des répressions brutale de manifestations(Répression d'une manifestation copte (25 morts) et manifestations hostile à la mainmise de l'armée sur le pouvoir (40 et 15 morts)) accentue la défiance envers le Conseil suprême des forces armées. Le ministère de l'Intérieur dépend donc étroitement de l'armée.
En janvier 2012, pour l'anniversaire de la Révolution de janvier 2011, l'armée met fin à l'état d'urgence qui prévalait depuis 1981, "sauf pour les cas de hooliganisme". Mohamed Ibrahim est dès lors chargé de justifier cette restriction vague ainsi que son bilan devant l'Assemblée du peuple nouvellement élue: 23 000 des 28 000 prisonniers lâchés durant la révolution appréhendés, et une baisse du nombre de kidnapping et de vol de voitures.
En février, le drame du stadium de Port-Saïd où l'inaction de la police paraît à la rue égyptienne le signe d'un complot, force le ministre poussé à démissionner à intervenir devant l'Assemblée du Peuple.